# Кудинов, Семён Иванович
Семён Иванович Кудинов (9 мая 1887 года, хутор Мосты, станица Митякинская, Донецкий округ — 18 ноября 1976 года, город Каменск-Шахтинский, Ростовская область РСФСР, СССР) — донской казак, участник Первой мировой и Гражданской войн. Советский, партийный деятель. Награждён орденом Ленина и медалями. Почётный гражданин города Каменска-Шахтинского (1967). Персонаж из романа донского писателя Михаила Шолохова «Тихий Дон» (Книга вторая. Часть пятая. Глава VIII, IX). Автор книги воспоминаний «Этого не забудешь» (1957).

## Биография
Родился 9 мая 1887 года, в хуторе Мосты станицы Митякинская, в семье небогатого казака. Кудинов — казак станицы Каменской, обучился портновскому делу и состоял в Каменском товариществе портных, под вывеской товарищества был действующий социал-демократический кружок, возглавил — Ефим Афанасьевич Щаденко. С 1909 года служил в царской армии, участник Первой мировой и Гражданской войн, с 1917 года был с большевиками, сподвижник Фёдора Григорьевича Подтёлкова и Михаила Васильевича Кривошлыкова, боролся за Советскую власть на Дону. Осенью 1917 года Семён Иванович был арестован, Кудинов вспоминал: «В Новочеркасске на гауптвахте я просидел до 16 ноября. По требованию каменской местной команды и ряда других казачьих частей нас, 16 казаков, сидевших в общей камере по обвинению в большевистской агитации, освободили. Когда я вернулся в станицу Каменскую, тут уже шла подготовка к созыву съезда фронтовых казаков».
В январе 1918 года в станице Каменской Кудинов был делегатом съезда фронтового казачества, на котором был избран членом Донского областного казачьего военно-революционного комитета. Через три месяца была образована Донская советская республика, являлся членом ЦИК республики, был участником переговоров с Алексеем Максимовичем Калединым и его правительством, чтобы они передали власть на Дону военно-революционному комитету. Для оказания материальной помощи революционному казачеству Семён Иванович Кудинов возглавил донскую делегацию на переговорах с Москвой.
В 1920—1921 годах — председатель уездного исполкома станицы Каменской, затем секретарь Красносулинского райкома BKП(б) был директором совхоза овцеводства и птицеводства. Кудинов до выхода на пенсию работал председателем правления Каменской артели стеклоделов, был председателем артели «Пишевкус». На пенсии Семён Иванович работал садовником в тресте зелёного хозяйства горкоммунхоза.
Кудинов написал книгу воспоминаний «Этого не забудешь», которая была опубликована в 1957 году.
Скончался 18 ноября 1976 года в городе Каменске-Шахтинском.

## Кудинов в романе «Тихий Дон»
Семён Иванович Кудинов — персонаж, реальное историческое лицо, изображённое в романе известного писателя Михаила Александровича Шолохова «Тихий Дон», в январе 1918 года — был делегатом съезда казаков-фронтовиков в станице Каменской.

## Награды
- Орден Ленина
- Медали

## Память
В 1977 году Стадионная улица города Каменск-Шахтинского была переименована в улицу Кудинова.